# Paljaskof
Paljaskof is het 233ste stripverhaal van Jommeke. De reeks wordt getekend door striptekenaar Jef Nys.

## Personages
In dit verhaal spelen de volgende personages mee:
- Jommeke, Flip, Filiberke, Pekkie, Annemieke, Rozemieke, Marie, Teofiel, Kwak en Boemel.

## Verhaal
Teofiel wandelt op een winterse dag door het mooie sneeuwlandschap. Hij vindt toevallig een achtergelaten slee en voelt zich meteen weer jong. Alleen eindigt de rit nogal pijnlijk door een botsing met een boom. Hij is gelijk zijn geheugen kwijt en weet niets meer. Urenlang doolt hij rond door het sneeuwlandschap en stapt uiteindelijk op een trein en valt in een slaap. Wanneer hij wakker wordt, is hij plots in Rusland, in het vorstendom Koerkoemanië. Daar ontmoet hij Sergei Pastinakof, broer van de grootvorst van Koerkoemanië, die verbannen werd uit het paleis wegens oplichterij. Pastinakof wil wraak nemen op zijn broer. Hij zorgt ervoor dat Teofiel aan het werk kan als moppenverteller. Teofiel krijgt de bijnaam Paljaskof. Pastinakof stelt Teofiel voor aan zijn broer, de grootvorst. Deze vindt de grapjes van Teofiel keitof. Ondertussen steelt de valse Sergeï een smaragden baboesjkabeeld uit het paleis.
Jommeke, Marie, Flip en Filiberke zijn er ondertussen achter gekomen dat Teofiel in Rusland zit. Met de vliegende ton starten ze een speurtocht naar Teofiel. Al gauw vinden ze Teofiel terug, maar dan wordt plots ook duidelijk dat het baboesjkabeeld gestolen is. Sergei Pastinakof wil de nieuwe grootvorst worden, zo niet zal hij het baboesjkabeeld kapotmaken. Zijn plannetje mislukt en na enige tijd kan het smaragden beeld terug bezorgd worden aan de echte grootvorst. Het verhaal eindigt met een lekker diner.